# Starokostiantyniv
Starokostiantyniv (en ukrainien : Старокостянтинів) ou Starokonstantinov (en russe : Староконстантинов) est une ville de l'oblast de Khmelnytskyï, en Ukraine, et le centre administratif du raïon de Starokostiantyniv. Sa population s'élevait à 29 900 habitants en 2025.

## Géographie
Starokostiantyniv est située dans l'ouest de l'Ukraine, sur la rivière Sloutch, à 41 km au nord-est de Khmelnytsky et à 248 km au sud-ouest de Kiev.

## Histoire

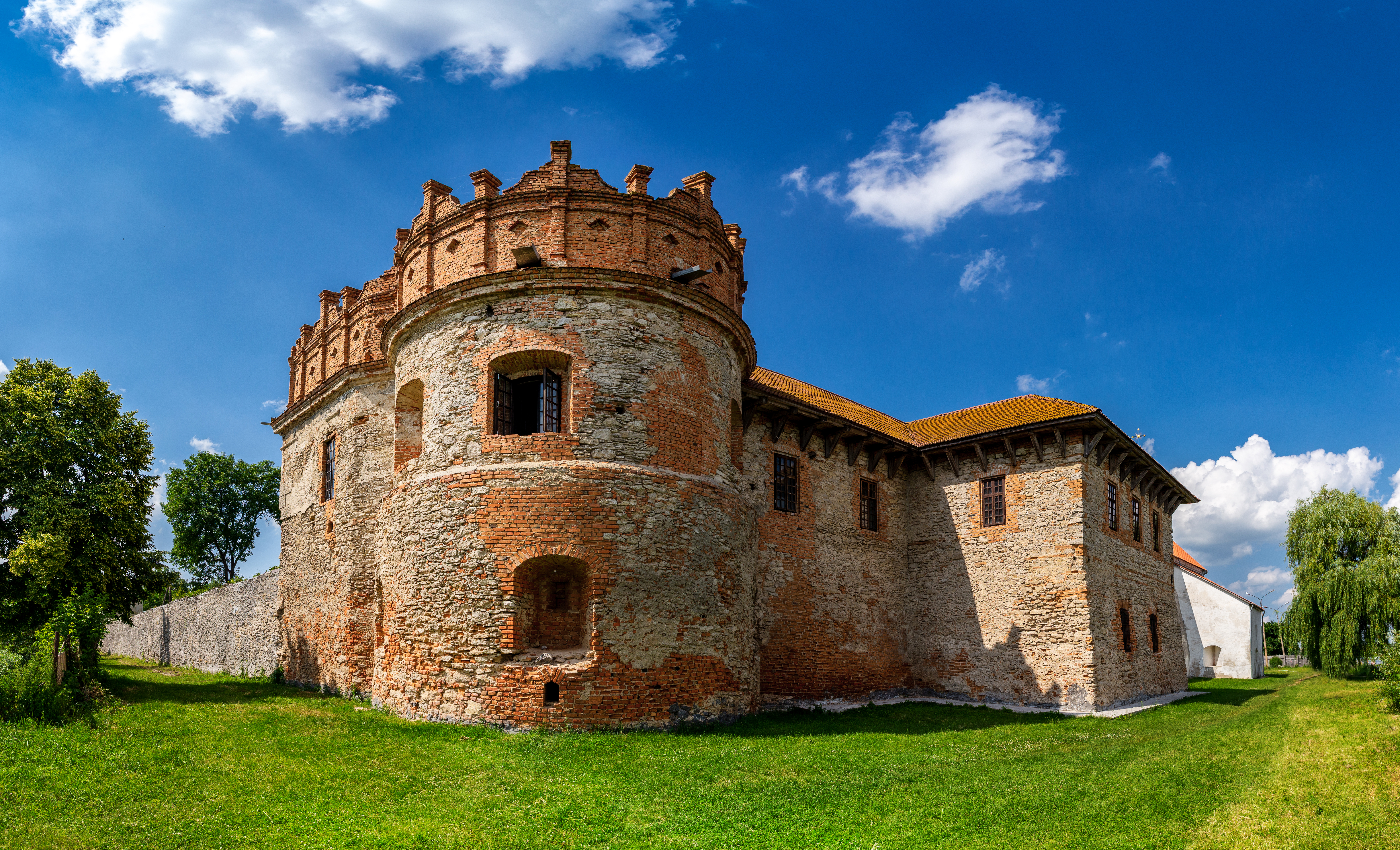
Château de Starokostiantyniv, classé.

Starokostiantyniv a été fondée au XVIe siècle lorsque le magnat ukrainien Kostiantyn Ostroz'kyï (1460-1530) fit construire une forteresse dans le village de Pomichtchentsi. Le village s'agrandit et fut renommé Kostiantyniv Staryï. Il reçut le statut de ville en 1796.
Pendant la Seconde Guerre mondiale, Starokostiantyniv subit une occupation brutale par l'armée allemande et la Gestapo, du 8 juillet 1941 au 8 mars 1944. En 1939, 6 743 Juifs vivent dans la ville, leur communauté représente 31 % de la population totale. La population juive de la ville ainsi que les intellectuels furent assassinés lors d'exécutions de masse perpétrées d'août 1941 jusqu'à novembre 1942. Plus de 3 000 prisonniers de guerre soviétiques périrent dans un camp où les conditions de détention étaient effroyables et 1 082 habitants, dont beaucoup de jeunes gens, garçons et filles, furent envoyés de force travailler en Allemagne. À la fin de la guerre, la ville était presque entièrement détruite.
Starokostiantyniv possède une base aérienne et deux gares ferroviaires Starokostiantyniv-I et Starokostiantyniv-II.
Elle est cible des bombardements de l'Invasion de l'Ukraine par la Russie en 2022.

## Population
Recensements (*) ou estimations de la population :
| 1897*  | 1923*  | 1926*  | 1939*  | 1959*  | 1970*  |
| ------ | ------ | ------ | ------ | ------ | ------ |
| 16 377 | 13 328 | 14 589 | 21 766 | 19 909 | 22 034 |

| 1979*  | 1989*  | 2001*  | 2011   | 2012   | 2013   |
| ------ | ------ | ------ | ------ | ------ | ------ |
| 27 356 | 33 204 | 35 206 | 34 875 | 34 994 | 34 945 |

## Personnalités
- Oleksandr Korpan, pilote, Héros d'Ukraine.
- Anatoliy Bondarchuk (1940-), champion olympique et d'Europe du lancer du marteau, est né à Starokostiantyniv.

## En images

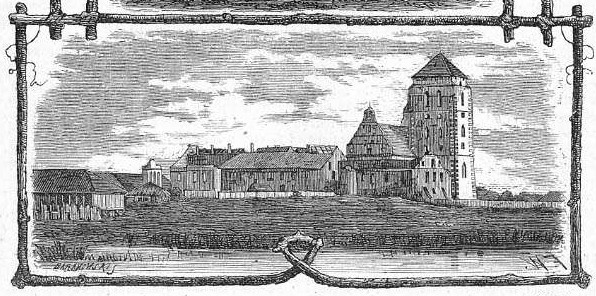
Ancien monastère dominicain classé
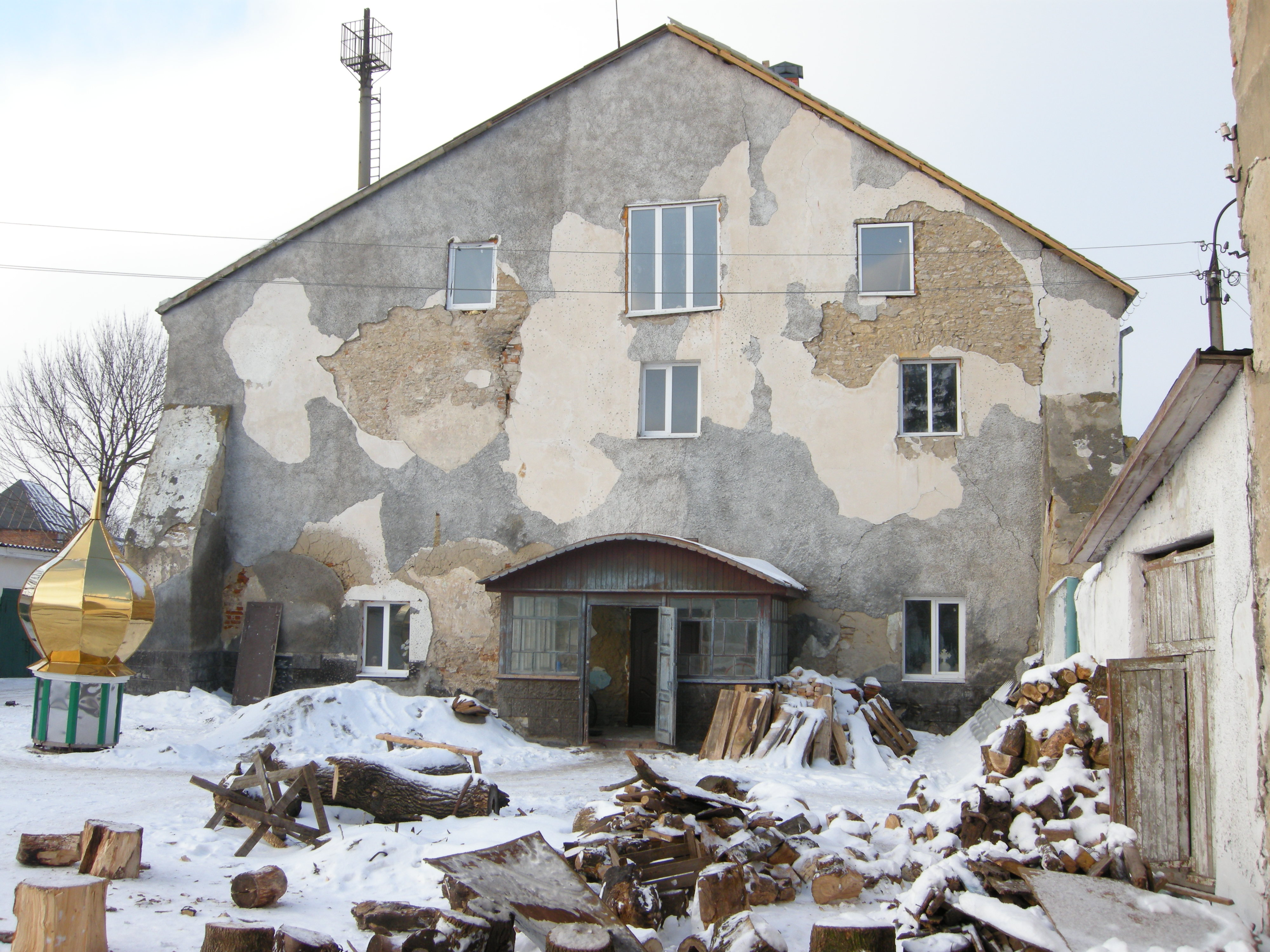
monastère de la Sainte Croix classé
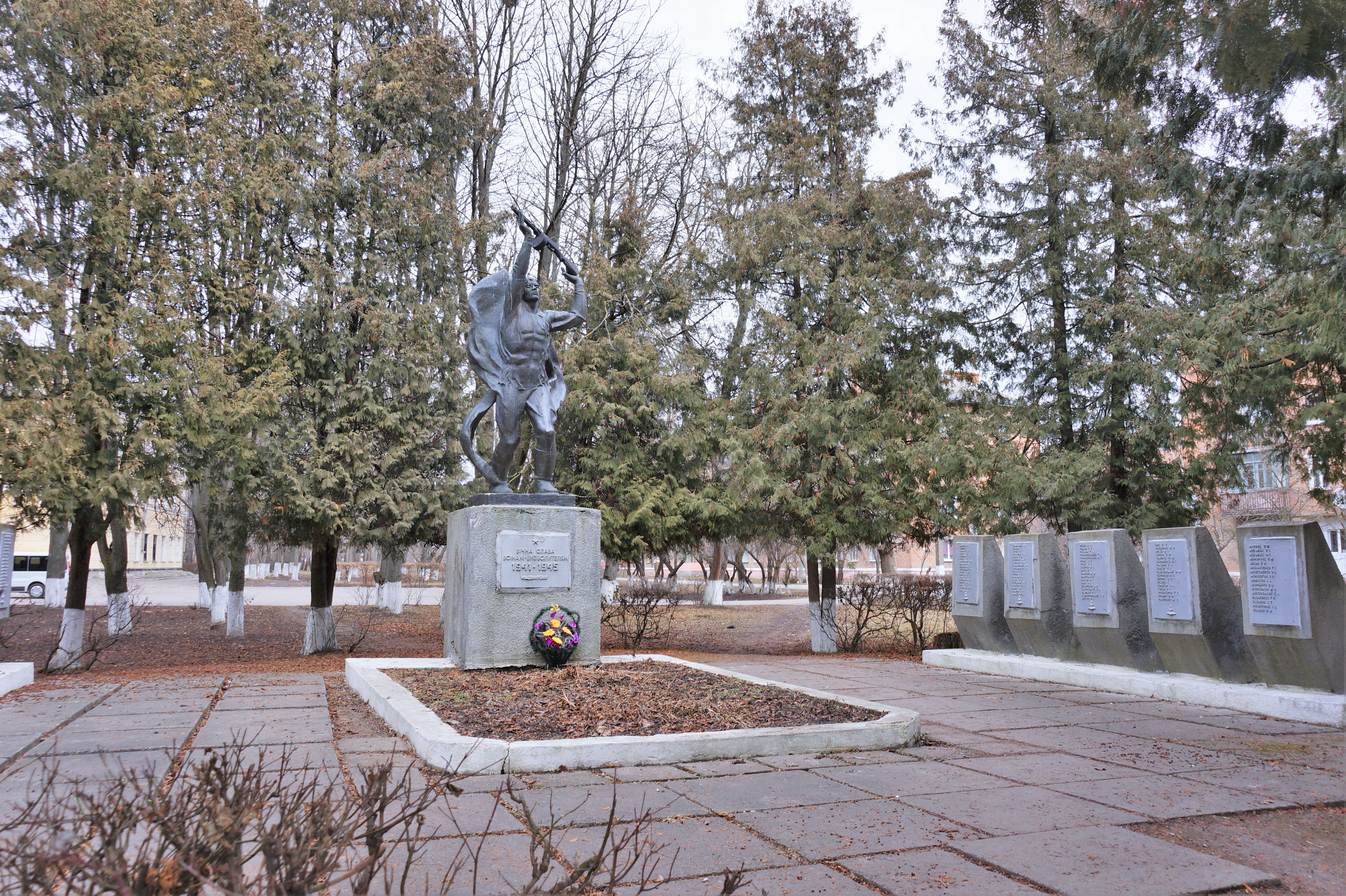
monument aux soldats classé
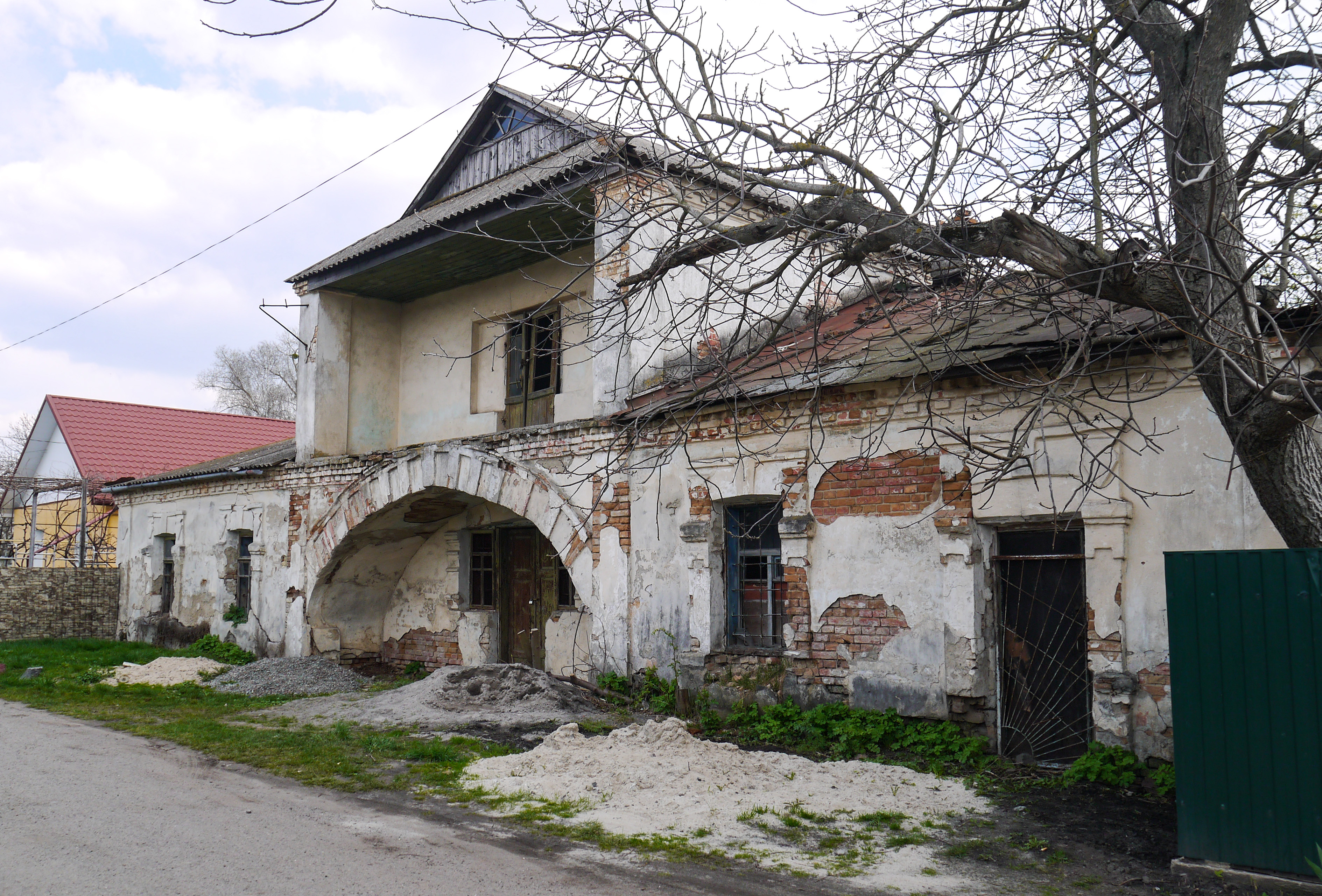
auberge classée
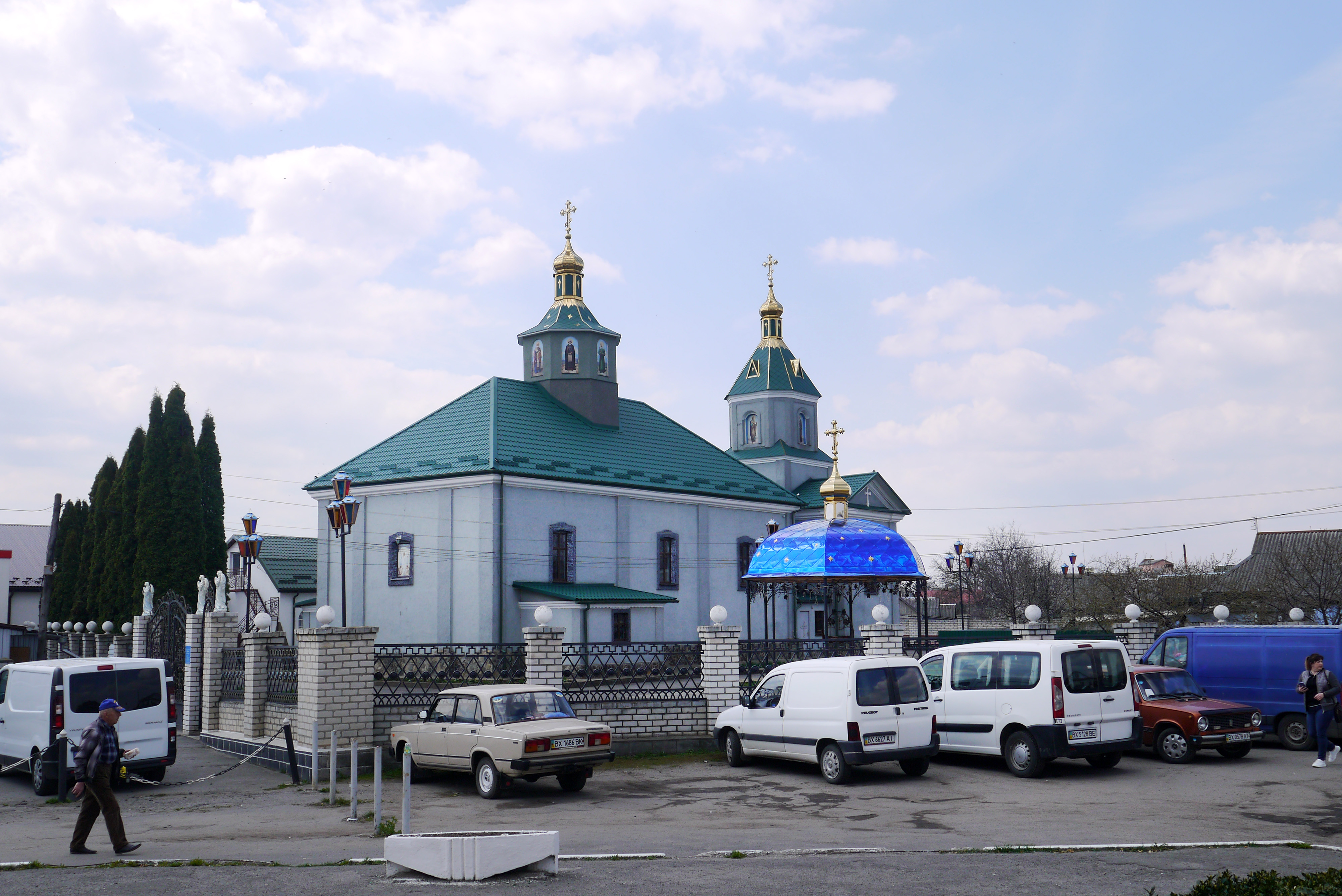
l'église de la Nativité classée[9].